# Heukareck
Heukareck är ett berg i Österrike.   Det ligger i distriktet Sankt Johann im Pongau och förbundslandet Salzburg, i den centrala delen av landet, 260 km väster om huvudstaden Wien. Toppen på Heukareck är 2 100 meter över havet.
Terrängen runt Heukareck är bergig åt sydväst, men åt nordost är den kuperad. Närmaste större samhälle är Sankt Johann im Pongau, 6,7 km nordost om Heukareck. 
I omgivningarna runt Heukareck växer i huvudsak blandskog. Runt Heukareck är det ganska glesbefolkat, med 45 invånare per kvadratkilometer.